# Турия
Вижте пояснителната страница за други значения на Турия.
Турия е село в Южна България. То се намира в община Павел баня, област Стара Загора. Село Турия се намира в планински район.

## История
Селото е много старо. Над реката има римски мост, който е отлично запазен и се ползва и днес (обитателите го наричат Скокът).
Старото село се намирало малко по-нагоре по течението на река Турийска при неин завой в местността „Равнака“ – до днес има периодично появяващ се речен остров в тази местност, наречен Манастирището. Било е опожарено при падането под османска власт. Има легендарни сведения за продължителна съпротива на български бойни части в района на връх Голям Висок, където и до днес има останки от стражева кула. Обитателите на селото са се пръснали в колибарски селища във вътрешността на Средна гора. И до днес отделни местности в горските масиви носят имената на обитавалите ги родове.
Възстановено е на днешното си местоположение в средата на XVIII в. по инициатива на хайдушкия род на Джалъзите, а по време на Руско-турската война е опожарено за втори път от башибозук или при отстъплението на Хулюси паша след първата шипченска битка или при османското настъпление към връх Шипка, а населението се е евакуирало след отстъпващите руски части с покъщнина и едрия добитък през Старопланинските проходи – най-вече по Русалийската пътека – в района на гр. Трявна (историята е останала в родовата памет на турийци с името „Бегът“). След войната три от десетте обитавали селото рода се завръщат в родното пепелище и възстановяват селото, а от останалите седем един се заселва в полуопразненото турско село Окчилар (дн. Александрово), а другите – в изоставеното турско село Лъджакьой – днешен гр. Павел Баня.

## Природни забележителности
- Защитена местност „Пиростията“, в която има 3 големи изправени камъка и един, лежащ върху тях, под формата на пиростия. В легналия камък дори по време на суша има вода. Поверието е, че който пие от нея, ще се изцери от болести.
- Защитена местност „Ярът“ създадена през 1973 г. с цел опазване на скални образувания – земни пирамиди.
- Вековно дърво Кичест габър – много рядко срещано дърво на 700 години.

## Културни и исторически забележителности
- На връх Голям Висок (доминиращ панорамно от коритото на р. Тунджа) има останки от среднобългарска стражева кула – има предания, че е била последно убежище на сестрата на местния военачалник от XIV в. – Борила. Реално има построен от местните жителки (възрастни жени) параклис във връзка с преданието, че на върха живее змей. Параклисът е полуразрушен от попадение на артилерийски учебен снаряд през 70-те години на ХХ век.
- Къщата музей на Чудомир. Село Турия е известно като родното село на патриарха на българския хумор, писателя и художника Димитър Чорбаджийски – Чудомир. Чудомир е познат както в България така и далеч зад нейните граници със своите хумористични разкази. В тях той осмива човешките слабости и обществено-политическите недъзи. Днес родната къща на Чудомир е отворена за посещение. Тук са изложени експозиции, запознаващи с жизнения и творческия път на писателя художник и картинна галерия. Документално-художествената експозиция в пристроената сграда съдържа оригинални ръкописи и лични документи, фотоси и факсимилета, предмети и вещи с водещи текстове и оценки на български писатели, художници и изкуствоведи. Картинната галерия ни среща с неповторимите образи, населили Чудомировия свят.
- Паметник на загиналите във войните 1912 – 1918 г., и стара 125 мм гаубица.
- Паметник на антифашиста Тодор Василев Маринов, загинал през м.януари 1944 г.

## Редовни събития
В селото се отбелязват карнавални, великденски и коледни празници; всеки един се празнува с много веселие и вино. Там се провеждат едни от най-колоритните кукерски карнавали, които свършват с масово къпане в ледените води на реката.
Всяка година на църковния празник Сирни заговезни се провеждат кукерски игри. Ритуалът е съпроводен и с къпане в реката за здраве.
На всеки Димитровден в селото се правят курбани за здраве и берекет. Отслужва се празнична литургия в едноименната църква „Свети Димитър“, както и на всеки голям християнски празник.

## Личности
- Чудомир – писател
- Тодор Янчев – футболист на ЦСКА
- Цанко Минков – Ботев четник
- Румен Рачев – художник

## Галерия
- Римският мост
- Народно читалище „Чудомир“ в центъра на селото
- Църквата в Турия
- Къщата музей на Чудомир
- Църквата „Свети Димитрий“
- Паметник на загиналите във войните 1912 – 1918 година от село Турия
- Параклис „Вси Български Светии“
- Паметник на антифашиста Димитър Маринов